# Lenčka Kupper
Lenčka Kupper, koroško-slovenska pisateljica, * 4. april 1938, Bistrica pri Pliberku.
Lenčka Kupper spada med najpomembnejše koroške avtorje otroške poezije druge polovice 20. stoletja. Njene zbirke pesmi so namenjene predvsem otrokom in njihovim staršem. Predvsem zaradi melodij, ki jih je dodala vsaki pesmi, pa jih mnogi strokovnjaki priporočajo tudi za učenje glasbe v vrtcih in nižjih razredih osnovne šole. Poleg pesmi je pisala tudi povesti, ki so navadno okvir zgodbe, jedro pa je pesem. 

## Življenje
Rodila se je v znani Bognarjevi družini. Štiriletno ljudsko šolo je Lenčka obiskovala v Šmihelu, kjer je že kot otrok sodelovala pri društvenem zboru in društveni igralski skupini. Štiriletno glavno šolo pa je obiskovala v Pliberku. Po enoletni gospodinjski šoli v Št. Rupertu pri Velikovcu se je tri leta učila krojaštva. Ko se je leta 1958 poročila, se je preselila v Celovec. Ker ji je zmanjkalo pesmic za njene tri sinove, si jih je sama izmislila in jih začela peti. Te pesmi je pozneje zapisala. 
Širša javnost jo je prvič spoznala 19. oktobra 1980, ko je v celovškem Domu glasbe srca poslušalcev na mah osvojila njena zdaj že ponarodela pesmica Enkrat je bil en škrat, ki jo je kasneje izvajala tudi pevka Romana Kranjčan. Zatem so njene pesmi začele izhajati v pesniških zbirkah in na glasbenih kasetah. Leta 1981 je izdala pri Krščanski kulturni zvezi prvo zbirko Pojmo s ptički (s kaseto), leta 1985 je izšla zbirka Skrivnostna bela krpica (skupaj z Janezom Bitencem), leta 1987 pa zbirka Brez meja (založba Drava). Kasneje sta izšli še zbirka pesmi Vetrnica in zbirka povesti Iz roda v rod (skupaj z Cirilom Rudolfom in Nikom Kupperjem).
Javni sklad Republike Slovenije za kulturne dejavnosti jo je uvrstil na Gallusovo listino, kot priznanje za dolgoletno strokovno, organizacijsko, kulturnovzgojno, mentorsko, analitično, raziskovalno in publicistično delo, ki je pomembno vplivalo na razmah glasbenih dejavnosti.
Lenčka Kupper ni samo pesnica, marveč tudi skladateljica; tudi na tem področju zna vsestransko prisluhniti otroški duši. V njenih pesmicah je svežina in radost, je veselje in hrepenenje po vsem lepem, kar živi in se dogaja v svetu otroka. (Slavko Mihelčič, skladatelj)
Med koroškimi avtorji našega obdobja je Lenčka Kupper svojevrsten fenomen. Čeprav se je izučila za šiviljo in nikdar v življenju ni imela možnosti, da bi se sistematično učila slovenskega knjižnega jezika, kaj šele glasbe ali vsaj kakega instrumenta, je zložila vrsto otroških pesmic, z besedilom in melodijami, ki jih danes prepeva slovenska mladina ne le na Koroškem, temveč z enakim veseljem tudi v Sloveniji, v zamejstvu in pri zdomcih na drugih kontinentih. (Dr. Janko Zerzer)

### Zbirka pesmiPojmo s ptički
- Pojmo s ptički
- Jutranji pozdrav
- Domače živali
- Na paši
- V gozdu in na trati
- Zvonček
- Šopek za mamico
- Malo jezero
- Žabica
- Pikapolonica
- Čmrlj – trobentač
- Beli moj konjiček
- Enkrat je bil en škrat
- Radovedneži
- »Fiki« kapelški
- Dimnikar
- Petelin na strehi
- Miška
- Večer na morju
- Prižgimo si lučke
- Radi pomagajmo
- Zimsko veselje
- Nikoli slabe volje

### Zbirka pripovedk in pesmiSkrivnostna bela krpica(skupaj z Janezom Bitencem)
- Krt
- Zvonček
- Pesem o rožicah
- Limonček citronček
- Čmrlj trobentač
- Jež
- Puhek Frfotin
- Enkrat je bil en škrat
- Jutranji pozdrav
- Veverica
- Kresnice
- Žabica
- Miška

### Zbirka pesmiBrez meja
- Brez meja
- Naša si, zemlja ti
- Veter Potepuh
- Meglice nad jezerom
- Dež
- Mavrica
- Zamrznjeno jezero
- Moj Šentprimož
- Dobre volje smo mi
- Kostanj
- Pomladna
- Vseh mamic dan
- Ne čakaj na maj
- Koračnica
- Vrni se
- Beton
- Dežela Bi-ba-bo